# 三十二相经
《三十二相经》，南传上座部佛教《巴利文大藏经》中的长部第三十部经。
该经讲述，佛陀在舍卫城给孤独园时，向比丘讲述三十二大人相。佛陀指出，生而具备该人相的，在家则成为转轮王；出家则成为阿罗汉，驱除世间的蔽障。佛陀具體说明三十二相及其宿因。
该佛经在北传佛教的《大正新修大藏经》对应经典为《中阿含經·三十二相經》（第1部第493卷）。